# Francesco De Nittis
Francesco De Nittis (* 3. Juli 1933 in Vieste, Provinz Foggia; † 10. März 2014 ebenda) war ein italienischer Geistlicher, römisch-katholischer Erzbischof und Diplomat des Heiligen Stuhls.

## Leben
Francesco De Nittis studierte Philosophie und Theologie und empfing am 15. Juli 1956 die Priesterweihe. Nach seinem Abschluss an der Päpstlichen Diplomatenakademie trat er 1959 in den Diplomatischen Dienst des Heiligen Stuhls ein.
Papst Johannes Paul II. ernannte ihn am 7. März 1981 zum Titularerzbischof von Tunes und zum Apostolischen Pro-Nuntius in Papua-Neuguinea sowie zum Apostolischen Delegaten auf den Salomonen. Die Bischofsweihe spendete ihm Kardinalstaatssekretär Agostino Casaroli am 2. Mai 1981; Mitkonsekratoren waren Duraisamy Simon Lourdusamy, Sekretär der Kongregation für die Evangelisierung der Völker, und Valentino Vailati, Erzbischof von Manfredonia e Vieste.
Am 24. Januar 1985 wurde er zum Apostolischen Nuntius in El Salvador und zusätzlich am 10. April 1986 zum Apostolischen Nuntius in Honduras ernannt. Am 25. Juni 1990 berief ihn Johannes Paul II. zum Apostolischen Nuntius in Uruguay und nahm am 11. November 1999 seinen vorzeitigen Rücktritt aus gesundheitlichen Gründen an.